# Кілька любовних історій
«Кілька любовних історій» — український художній фільм, кінокомедія режисера Андрія Бенкендорфа, що вийшла в 1994 році.

## Сюжет
За мотивами новел Джованні Боккаччо, Франческо Грацціні-Ласка, Аньоло Фіренцоли.
Новела Боккаччо (Декамерон, VII, друга новела): чоловік повертається додому, і коханець дружини ховається в бочці, яку чоловік хотів продати за п'ять золотих. Дружина каже чоловікові, що тільки що продала бочку за сім золотих, а покупець заліз у неї, щоб оглянути. Коханець підтримав її вигадку і сказав, що купить бочку, якщо її вимиють зсередини. Чоловік поліз у бочку, а коханець з його дружиною скористалися цим для любовних утіх.
Декамерон, III день, перша новела: Мазетто із Лампореккіо, прикинувшись німим, поступає садівником в обитель черниць, які все змагаються зійтися з ним.

## У ролях
- Армен Джигарханян — «Егано»
- Георгій Віцин — «Форнарі»
- Руслана Писанка — «Мея»
- Ольга Сумська — «Беатріче»
- Олександр Гетьманський — «Нутто»
- Віктор Сарайкін — «Мазетто»
- Олег Масленніков — «Анікіно»
- Микола Баклан — «Фульвіо»
- Борис Романов — «чоловік Меї»
- Олена Затолокіна — «Джулія»
- Валерій Чигляєв — «Джаньялло»
- Лариса Недин — «абатиса»
- Наум Норец — «епізод»
- Ольга Когут — «епізод»
- Наталія Корецька — «епізод»
- Сергій Оникієнко — «епізод»

## Творці
- Режисер-постановник: Андрій Бенкендорф
- Оператор-постановник: Володимир Білощук
- Художник-постановник: Євгенія Лисецька
- Композитор: Шандор Каллош
- Звукооператор: Наталя Домбругова
- Режисер: Оксана Лисенко
- Оператор: Майя Степанова
- Режисер-монтажер: Єлизавета Рибак
- Художник по костюмах: Людимила Сердінова
- Художник по гриму: Людмила Семашко
- Художники-декоратори: С. Філахтова, Є. Цибаєв
- Комбіновані зйомки: 
  - оператор Валерій Осадчий
  - художник Михайло Полунін
- Постановник трюків: Сергій Головкін
- Виконавчий продюсер: Світлана Петрова

## Технічні дані
Тривалість — 01:24.

## Сприйняття
Оцінка на сайті IMDb — 5,4/10, КиноПоиск.ru — 5,5/10.